# Мефодий (Никольский)
Епископ Мефодий (в миру Михаил Иванович Никольский; 30 сентября 1835, село Палех, Вязниковский уезд, Владимирская губерния — 13 июня 1898, Кременец, Волынская губерния) — епископ Русской православной церкви, епископ Острожский, викарий Волынской епархии. Русский богослов, духовный писатель.

## Биография
Родился в 1835 году в семье священника Владимирской епархии Иоанна (Ивана) Яковлевича Никольского и Елизаветы Фёдоровны.
Своё образование начал в Шуйском духовном училище.
В 1848 году поступил во Владимирскую духовную семинарию.
15 июля 1854 года окончил семинарию со званием студента.
С 27 января 1857 года по 5 сентября 1859 года работал наставником в низшем отделении Владимирского духовного училища.
С 5 сентября 1859 года по 30 ноября 1862 года служил в должности 4-го наставника в Шуйском духовном училище.
В 1863 году поступил в Санкт-Петербургскую духовную академию.
12 апреля 1864 года, во время обучения в академии, принял монашество с именем Мефодий.
18 апреля 1864 года рукоположен в иеродьякона.
В июне 1867 года окончил полный курс академии со степенью кандидата богословия.
11 июня 1867 года рукоположен в иеромонаха.
С 14 октября 1867 года назначен преподавателем по основному и догматическому богословию в Костромскую духовную семинарию. Работая в семинарии временно преподавал следующие предметы: историю русской литературы, латинский язык, русскую и всеобщую гражданскую историю, обзор философских учений, литургику и Священное Писание.
13 апреля 1878 года за продолжительную духовно-учебную службу возведён в сан архимандрита Преосвященным Игнатием, епископом Костромским (по определению Святейшего Синода от 23-29 марта 1878 года)
С 12 ноября 1879 года — назначен ректором Донской духовной семинарии (по определению Святейшего Синода от 31 октября-9 ноября 1879 года).
С 14 марта 1880 года по 2 июля 1882 года, будучи ректором Донской духовной семинарии, являлся членом строительного Комитета по постройке и перестройке зданий Донской семинарии.
С 2 июля 1882 года — ректор Кавказской духовной семинарии в Ставрополе.
5 мая 1883 года уволен от должности ректора Кавказской духовной семинарии по собственному прошению из-за проблем со здоровьем, с переводом в ведомство Владимирской Епархии.
С 13 июня 1883 года служил при Архиерейском доме Владимирского Преосвященного.
С 10 ноября 1883 года — настоятель Батуринского Свято-Николаевского монастыря Черниговской епархии.
В период с 1 декабря 1883 года по 29 декабря 1884 года, оставаясь настоятелем Батуринского монастыря, был вызван Санкт-Петербург «на чреду священнослужения и проповеди слова Божия».
С 13 мая 1888 года — настоятель Благовещенского третьеклассного монастыря в Нижнем Новгороде, с назначением сверхштатным членом Нижегородской духовной консистории.
С 8 июня 1888 года, будучи настоятелем Благовещенского монастыря, утверждён благочинным монастырей и членом Училищного епархиального совета Нижегородской епархии.
Кроме того, в период с 31 октября 1888 года по 3 ноября 1892 года являлся непременным ревизором церковно-приходских школ Нижегородской епархии.
С 1 апреля 1889 года избран председателем Нижегородского уездного отделения Епархиального училищного совета.
С 25 февраля 1891 года по 20 декабря 1891 года в очередной раз был вызван Санкт-Петербург «на чреду священнослужения и проповеди слова Божия».
С 22 марта 1892 года — служил так же в должности товарища (заместителя) председателя Совета Нижегородского братства Святого Креста.
13 июня 1893 года в Александро-Невской Лавре хиротонисан во епископа Новгород-Северского, викария Черниговской епархии.
1 июля 1893 года ему пожаловано полное архиерейское облачение с митрою от Кабинета императора Александра III.
С 28 июня 1894 года — епископ Острожский, викарий Волынской епархии.
Скончался 13 июня 1898 года, в 15:40, в Кременце. Погребён в Богоявленском храме Кременецкого монастыря.

## Сочинения
- «Жизнь св. Киприана с разбором и оценкою его сочинений». (Кандидатское сочинение).
- Речь при наречении его во епископа Новгород-Северского 9 июня 1893 года. "Приб. к «ЦВ» 1893, № 25, с. 934—936.
- Слово в день празднования 900-летия учреждения епископской кафедры в Чернигове. «Чернигов. Еп. Вед.» 1893, № 19.
- Слово в день Пятидесятницы. Чернигов, 1894.
- Слово в первый день Св. Пасхи на вечерне. Чернигов, 1894.

В рукописях:
- Введение в Православное богословие.
- Катехизические поучения об истинах православной веры.
- Нравственное богословие.